# Mangelia carlottae
Mangelia carlottae é uma espécie de gastrópode do gênero Mangelia, pertencente a família Mangeliidae.